# تبیثا سن‌ژرمان
تَبیثا سن‌ژرمان (انگلیسی: Tabitha St. Germain) یک کمدین، خواننده و هنرپیشه اهل کانادا است.
از فیلم‌ها یا مجموعه‌های تلویزیونی که وی در آن‌ها نقش داشته‌است می‌توان به سوپرنچرال، دروازه ستارگان اس‌جی-۱ (با نام هنری «پائولینا گیلیس») و دانشکده پلیس اشاره نمود.